# Alexander Grobman
Alexander Grobman (n. 7 septembrie 1927, Basarabia, România) este un evreu basarabean, agronom, om de știință în domeniul fiziologiei plantelor și botanist peruvian, cunoscut pentru lucrările sale în domeniul geneticii și selecției porumbului. 

## Biografie
S-a născut în târgul Lipcani (acum oraș din raionul Briceni, Republica Moldova) din județul Hotin, Regatul României, în familia lui Gerșon Grobman (1899-1981) și Freema Tverskaia (1905-2003). La vârsta de trei ani, familia a emigrat în Peru (1930). A studiat la Colegio San Andrés („Colegiul San Andrés”) și la Escuela Nacional de Agricultura („Școala Națională Agricolă”), ulterior a absolvit Departamentul de agronomie al Universității de Ohio și la Universitatea Harvard, unde și-a susținut doctoratul în biologie cu o specializare în genetică (1962). A fost șef al Departamentului de cercetare și dezvoltare pentru America Latină la Northrup-King Seed Breeding and Seed Company (ulterior parte din Syngenta), a lucrat și ca consultant agricol pentru Banca Mondială în diferite țări ale lumii (inclusiv Turcia, China și Rusia).
A predat la Universitatea Națională Agricolă din Peru⁠(es)[traduceți] (1978). A fondat Institutul Național de Cercetări Agricole (Instituto Nacional de Investigación y Promoción Agraria de Perú) din Lima, fiind și primul său director. Este președinte al firmei de biotehnologie PeruBiotec (Lima).
A efectuat lucrări științifice majore în domeniul geneticii, biologiei moleculare și creșterii porumbului, precum și a soiei, leguminoaselor, a altor plante cultivate și tropicale (yucca).
A fost decorat cu Orden del Mérito Agrícola del Perú („Ordinul de Merit Agricol”). Este un membru al Asociației Americane pentru Avansarea Științei.

## Monografii
- Variedades e hibridos de maiz para la costa del Peru (în portugheză). Programa Cooperativo de Investigacions en Maiz, Fundacion Rockefeller.  Cuzco, 1960.
- Races of Maize in Peru: Their Origins, Evolution and Classification. National Academy of Sciences-National Research Council, 1961. — 374 p.
- Maíz precerámico de Huarmey, costa nor central del Perú. Lima: Instituto Nacional de Investigación y Promoción Agropecuaria, 1982. — 179 p.
- El desarrollo del agro peruano: situación, posibilidades y propuestas. Lima: Konrad Adenauer Stiftung, 2003. — 288 p.
- Temas de instituciones politicas y Gobernabilidad, el desarrollo del agro peruano: situación, posibilidades y propuestas. Instituto Peruano de Economía Social de Mercado. Lima: Konrad Adenauer Stiftung, 2003. — 288 p.
- Las ciencias agrarias en el Perú. Lima: Banco Central de Reserva del Perú, 2005. — 421 p.